# 片马湍蛙
片马湍蛙（学名：Amolops bellulus）又名丽湍蛙，一种分布于缅甸北部和中国云南省西部地区的两栖动物，隶属于蛙科湍蛙属。模式产地为中国云南省泸水市片马镇高黎贡山西坡的一条小溪。

## 形态特征
片马湍蛙体型扁平而细长，雄蛙体长46～50毫米，雌蛙体长64毫米左右。身体背部皮肤光滑，呈黄色带红色，具橄榄绿色和褐色云斑；体侧浅篮绿色至橄榄绿色；四肢背面褐色，具有黑色横纹；咽喉至胸前部乳黄色，具灰褐色云斑；腹部和四肢腹面乳黄色。